# Portada/efemèride setembre 16
Lauren Bacall
« 15 de setembre · 16 de setembre · 17 de setembre »